# Aventura

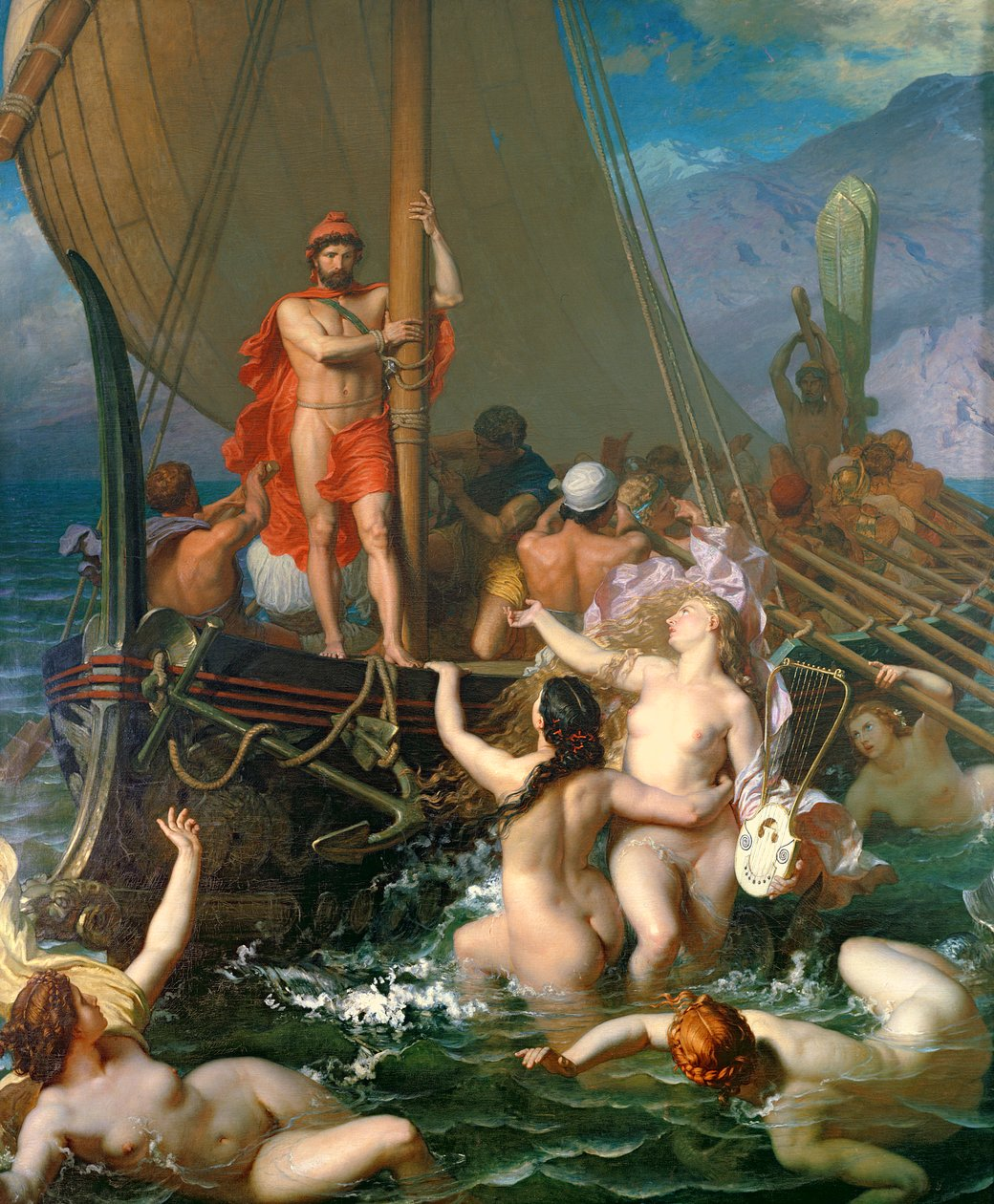
Ulises y las sirenas por Léon Belly. La Odisea es el ejemplo de una aventura clásica

Una aventura es una experiencia de naturaleza arriesgada, normalmente compuesta de situaciones inesperadas, en muchas ocasiones estando presente cierta clase de peligro.
Las aventuras son de diversos tipos. Pueden constar de tareas arriesgadas, ya sean buscadas o no; encuentros con personas, cosas o situaciones impactantes; la realización de metas importantes en la vida de un individuo; un proyecto de negocios donde se juegan bienes de considerable cuantía o simplemente una relación pasajera fuera del matrimonio. En todos los casos aparecen, en mayor o menor medida, ciertos tipos de riesgos y también alguna incertidumbre.
La experimentación de una aventura puede crear estimulación física y psicológica en el individuo, la cual puede acarrear beneficios, incremento en la autoestima, o perjuicios, como el miedo o la nostalgia, dependiendo del desenlace. Para algunas personas, la aventura se vuelve un factor muy importante en sus vidas, hasta el punto de dejar un deseo quizá permanente de volver a vivirla.
Las aventuras han ido cambiando a medida que los conocimientos y medios humanos avanzaban.
Véase Deporte extremo.

## Aplicaciones del término
Aventura es un concepto que puede aplicarse en varios contextos y situaciones. Por ejemplo:
1. Es un elemento clave en la narrativa literaria, el drama y el entretenimiento, derivado de éstas fuentes, tal como los juegos de rol.
2. Es un género cinematográfico e historietístico.
3. Un concepto al que se alude en campañas publicitarias que desean apelar al interés de distintos públicos.[3]
4. También se entiende por aventura una relación, a menudo ilícita y/o informal, entre dos personas atraídas entre sí.

## Evolución de las aventuras
Los autores no se ponen de acuerdo sobre la existencia de las aventuras en ambientes muy seguros y controlados (Revuelta, 1987), como pueden ser los países desarrollados, en los cuales se dispone de todo tipo de medios para el socorro, las comunicaciones o la información. Pese a ello, aventuras han existido desde que se tiene constancia escrita o incluso antes:
En la época clásica se pueden encontrar un gran número de aventuras, pese a no llamarse así. Se utilizaban otros apelativos como Odisea, inicialmente referida únicamente al viaje del griego Odiseo y después aplicado a muchos otros por extensión como el latino Eneas. También epopeya, como la vivida por Gilgamés y posteriormente adaptada en el libro del Génesis sobre Noé. Uno de los héroes griegos que más viajes del mismo tipo se le atribuyen es a Heracles, pues llegó hasta el fin del mundo para robar los bueyes de Gerión, bajar al Inframundo para domar al perro Cerbero y acompañar a los argonautas hasta la Cólquida para conseguir el Vellocino de oro.
Durante la Edad Media existen numerosos relatos de viajes azarosos y acciones inciertas con un considerable riesgo. Las exploraciones árabes por el océano Índico son personalizadas en Simbad el marino. Del mismo modo los progresos de los normandos por el Atlántico Norte y otros lugares son relatados en las distintas Sagas, destacando en la cultura popular actual la de Vinland debido a sus primeras referencias sobre América. Pero también personajes reales fueron aventureros recordados, como el veneciano Marco Polo por las estepas asiáticas, el mercader veneciano Gaspero Balbi visitando el Oriente Medio hasta los actuales Emiratos Árabes Unidos, en búsqueda de perlas para comercializar,  o el chino Zheng He navegando por las costas del Sureste asiático, Cochinchina, Malaca, Siam, Java, Calcuta, Sri Lanka - además del Golfo Pérsico, África Oriental y Egipto.

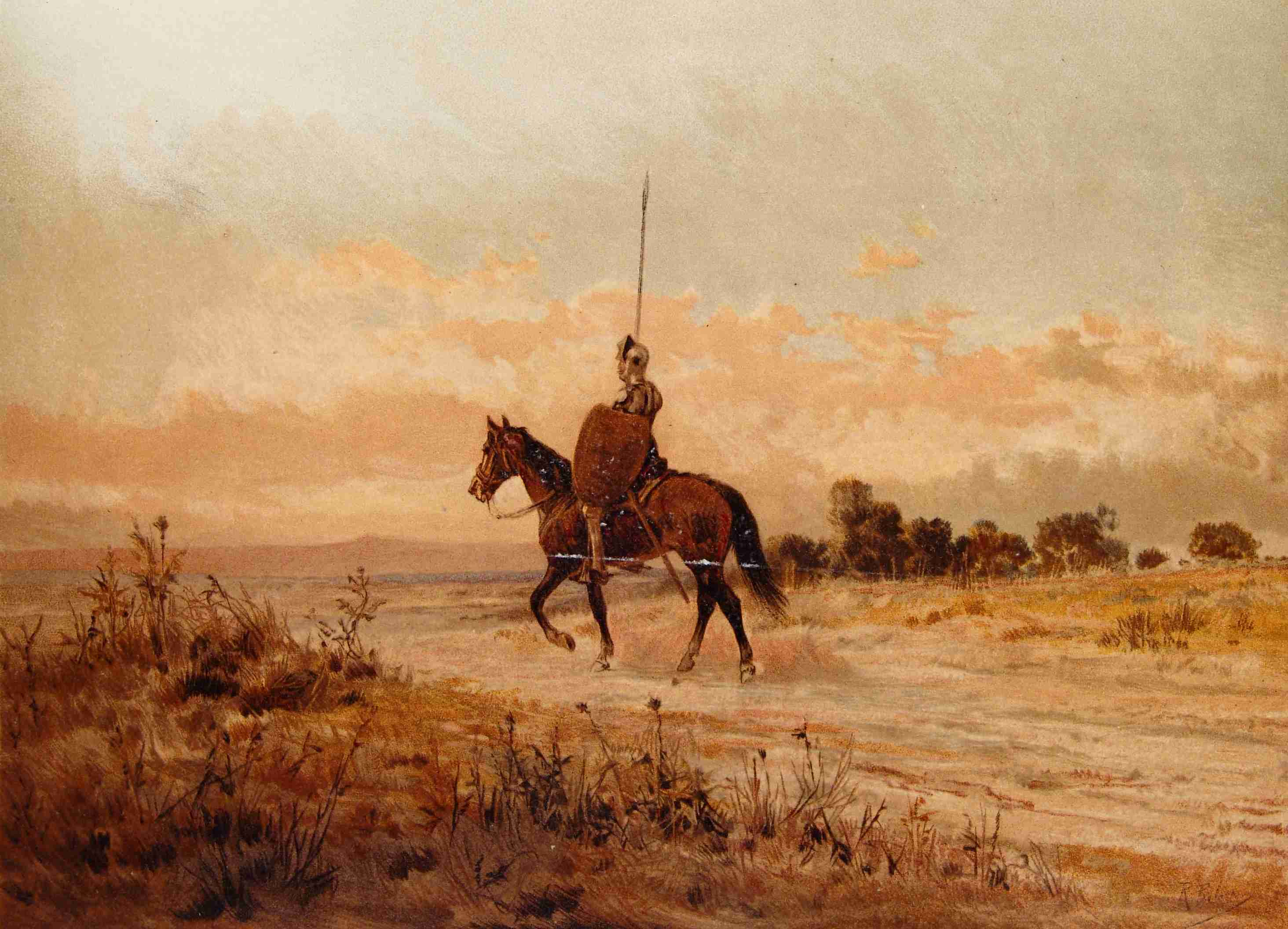
Primer viaje de Don Quijote.

Para Peter Mancall (2006) o Revuelta (1987, p. 51) las aventuras más genuinas se vivieron durante la Edad Moderna, en la llamada Era de los Descubrimientos. En su mayoría ya relatadas por personas reales como Juan Sebastián Elcano, Francisco de Orellana, Pedro Álvarez Cabral, Vasco da Gama y otros colonizadores y conquistadores de varios reinos. En ellas se unía lo desconocido de otros continentes, junto a lo peligroso de los viajes oceánicos y terrestres por riesgo de tormentas o enfermedades. Como en el caso de griegos y romanos, estos aventureros perseguían un lucro personal y también de asentamiento, siguiendo el objetivo de los vikingos en la época precedente.
Es con la llegada de la Edad Contemporánea cuando aparecen las aventuras por motivos científicos y en algunos casos por el propio ego. Así están las exploraciones polares llevadas a cabo por el noruego Roald Amundsen, en especial la carrera librada contra el británico Robert Falcon Scott, o John Hanning Speke y Richard Francis Burtonpor entre muchos otros avanzando por el interior del aún desconocido continente africano. Tras la "conquista" de ambos polos y la exploración de África las aventuras modernas se han trasladado al espacio exterior, según Revuelta (1987, p. 7 y siguientes) y más autores. Sin embargo, el Camel Trophy y otras pruebas de motor han sido consideradas por el citado Revuelta (1987, p. 101 y siguientes), Eric Tschumi (1989) o Thorer y Blumenberg (1985) las aventuras de nuestro tiempo, en las cuales no se buscan beneficios materiales ni descubrimientos científicos, sino el mero hecho de afrontar adversidades con ingenio y destreza.